# Steffen Donsbach

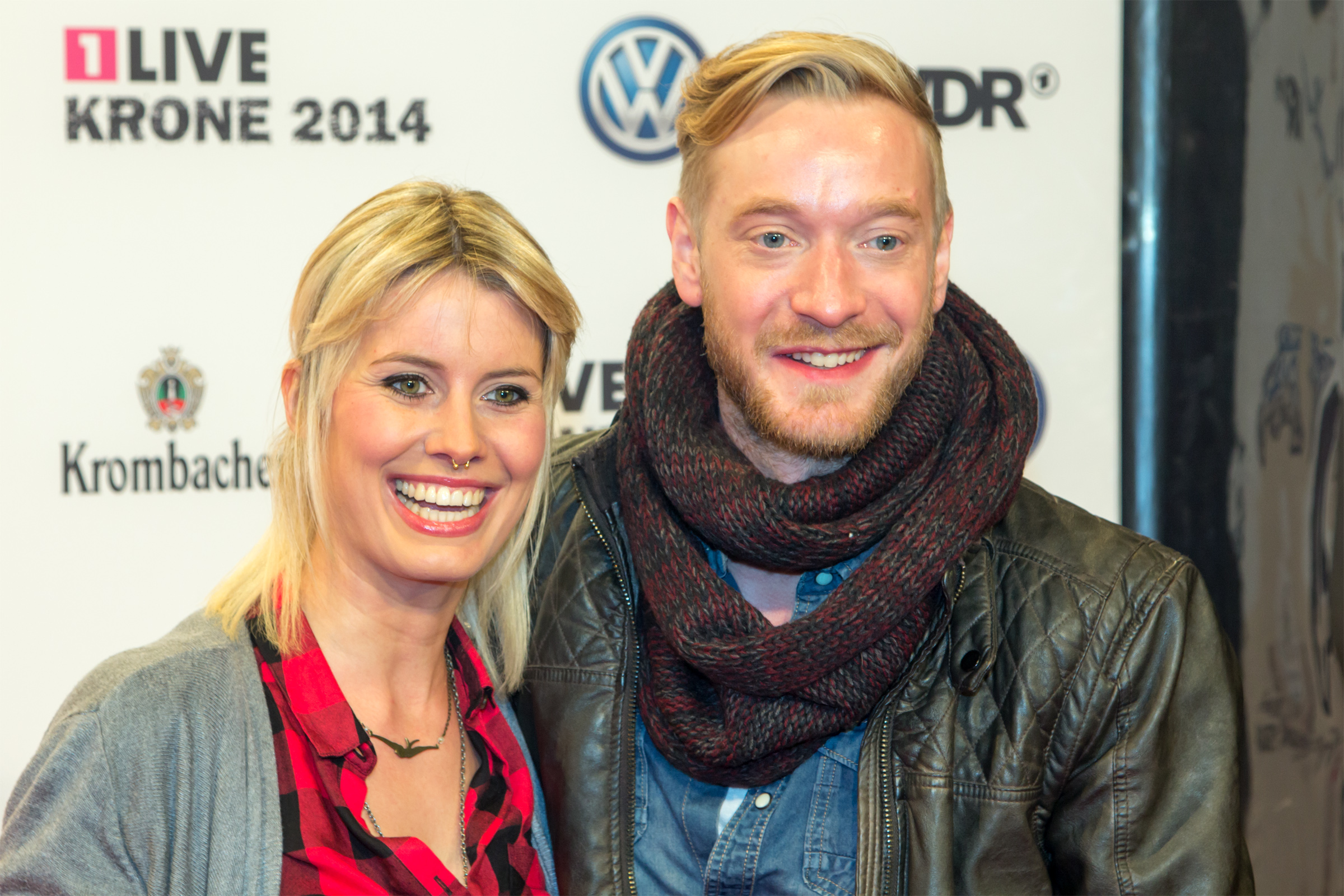
Steffen Donsbach mit Pia Tillmann (2014)

Steffen Donsbach ist ein deutscher Schauspieler, der durch die Scripted-Reality-Serie Köln 50667  bekannt wurde.

## Leben
Donsbach gehörte von Beginn im Jahr 2013 an zur festen Besetzung der Scripted-Reality-Serie Köln 50667 des Fernsehsenders RTL II, wo er die Hauptrolle des Max Hofstetter spielte. Er wirkte bis 2014 in 464 Folgen (1–463 und Folge 498) der Serie mit.
Nach seinem Ausscheiden aus der Serie drehte RTL II mit ihm in der Hauptrolle die Webserie Soapstar – Eine Luftpumpe will nach oben, von der zwölf Folgen produziert wurden.
Donsbach heiratete 2015 Pia Tillmann, die er am Set von Berlin – Tag & Nacht kennengelernt hatte und mit der er später bei Köln 50667 vor der Kamera gestanden hatte. Im Februar 2020 gab das Paar seine Trennung bekannt.

## Filmografie
- ca. 2005: MTV the trip
- 2013–2014: Köln 50667 (Fernsehserie)
- 2015: Soapstar – Eine Luftpumpe will nach oben (Webserie)
- 2016: Comedy Rocket